# Studio Alchimia
Studio Alchimía was een atelier in Milaan van radicale, linkse ontwerpers van gebruiksvoorwerpen, in 1976 opgericht door de architect Alessandro Guerriero. Ieder mens (lees: de arbeider) heeft behoefte aan decoratie (versiering), sensualiteit (gevoel) en humor. Hij hoeft zich niet te houden aan de gevestigde Goede Smaak, dus kitsch mag. Anti-functionalisme: een stoel om naar te kijken en niet om op te zitten.
Redesign is  het versieren van bestaande objecten en impliceert tevens ‘terug naar het oude ambacht’, bijvoorbeeld Alessandro Mendini (1931) versiert strakke meubels uit 1940.
In 1979 was de eerste expositie van Alchimía.
Vanaf 1981 ging Alchimia zich onder invloed van Mendini minder richten op gebruiksvoorwerpen en meer op architectuurontwerpen, decorontwerpen voor experimenteel theater, videokunst, kleding, enzovoorts.
Alchimía zet zich af tegen het modernisme in de architectuur. De ontwerpen zijn daarom rijk versierd, en de wezenlijke bouwkundige structuur wordt niet geopenbaard; bijvoorbeeld dragende delen lijken niet-dragend en niet-dragende delen lijken juist wél dragend.